# 945 до н. е.

## Події
- Єгипет:
  - зі смертю Псусенеса II припинилася XXI династія фараонів;
  - на трон вступив Шешонк I;